# Rádio Progresso (Capim Grosso)
Rádio Progresso é uma estação de rádio brasileira com sede no município de Capim Grosso, cidade do estado da Bahia. Opera no dial FM, na frequência 92.3 MHz, e era afiliada à Rádio Globo. A frequência é uma migrante de AM 1530 kHz (onde operou como Rádio Progresso) e pertence ao Grupo Lomes de Comunicação, que controla a TransBrasil FM Capim Grosso e outras emissoras de rádio na Bahia.

## História
Em 2011, o empresário Antônio Lomes do Nascimento, proprietário do Grupo Lomes de Comunicação, consegue concessões de rádio para operar em Aramari, Amélia Rodrigues e Capim Grosso, sendo esta última com concessões em AM e FM — as primeiras rádios comerciais da cidade. A implantação das emissoras foi confirmada em outubro de 2012, com a compra de equipamentos efetivada.
Em setembro de 2013, foi confirmada oficialmente a inauguração das novas emissoras de rádio, sendo que a rádio AM recebeu o nome de Rádio Progresso e teria programação local. As emissoras foram inauguradas oficialmente em 27 de setembro de 2013, em evento ao público que reuniu autoridades locais e contou com a presença de Antônio Lomes.
Após dois anos no ar, foi confirmado que a Rádio Progresso iria se tornar afiliada da Jovem Pan News. A entrada da nova rede ocorreu somente em 2016, mesmo ano em que a emissora recebe a frequência 92.3 MHz para a futura migração do AM para o FM. No entanto, a retransmissão foi levada até 2017, onde a emissora retornou com sua marca original. Entre novembro e dezembro, o Grupo Lomes negociou o contrato com a nova rede que entraria na futura FM, sendo definida a Rádio Globo.
Em 26 de agosto, após troca de equipamentos e instalação de novo sistema irradiante, entrou no ar em caráter experimental a frequência FM 92.3 MHz, retransmitindo a programação de rede da Rádio Globo.